# Naked Singularity
Naked Singularity è un film del 2021 diretto da Chase Palmer e basato sull'omonimo romanzo del 2008 di Sergio De La Pava.

## Produzione
Nel dicembre 2018 è stato annunciato che Chase Palmer sarà alla regia del film scritto da David Matthews e che l'attore John Boyega si è unito al cast; il produttore esecutivo è Ridley Scott con la sua Scott Free Productions, affiancato da Dick Wolf. Olivia Cooke si è unita al cast del film nell'aprile 2019 e nel maggio si sono uniti anche Ed Skrein e Bill Skarsgård.

## Distribuzione

### Data di uscita
La pellicola è stata proiettata in anteprima mondiale il 9 aprile 2021 al San Francisco International Film Festival. Nel giugno successivo la Screen Media Films ne ha acquisito i diritti per la distribuzione negli Stati Uniti d'America, pubblicandone una distribuzione limitata il 6 agosto, prima del debutto sui servizi di video on demand del 13 agosto 2021.
Le date di uscita internazionali nel corso del 2021 sono state: 
- 6 agosto in Indonesia e Stati Uniti d'America
- 13 agosto in Canada
- 23 settembre in Polonia (Poza systemem)
- 28 ottobre in Corea del Sud (퍼펙트 스틸)
- 11 novembre in Singapore

Le date di uscita internazionali nel corso del 2022 sono state: 
- 10 marzo in Portogallo (Justiça Singular
- 26 maggio Paesi Bassi
- 16 giugno negli Emirati Arabi Uniti e Libano
- 20 luglio in Italia

### Divieti
Negli Stati Uniti d'America la MPAA ha classificato il film come restricted (R) per scene contenenti linguaggio inappropriato, episodi di violenza, riferimenti sessuali e uso di droghe.

## Accoglienza

### Incassi
Il film ha incassato un totale mondiale di 14571 $.

### Critica
Sul sito web di recensioni Rotten Tomatoes, il film ha un rating di approvazione del 26%, sulla base di 38 recensioni, e un voto medio di 4,7/10, mentre su Metacritic ha un punteggio medio ponderato di 36 su 100, basato su 12 recensioni di critici, che indica "recensioni generalmente negative".

## Riconoscimenti
- 2020 – Palm Springs International Film Festival
  - Regista da osservare a Chase Palmer[14]
- 2021 – San Francisco International Film Festival
  - Miglior lungometraggio narrativo a Chase Palmer[15]